# وینگرسهایم
وینگرسهایم (به فرانسوی: Wingersheim) یک کمون در فرانسه با جمعیت ۱٬۱۴۳ نفر است که در Canton of Hochfelden واقع شده‌است.